# Katolická církev v Pákistánu
Katolická církev v Pákistánu je součástí všeobecné církve na území Pákistánu, pod vedením papeže a místních biskupů sdružených do Konference pákistánských katolických biskupů. Papež je v Pákistánu zastupován apoštolským nunciem. V Pákistánu žije asi 1 milión pokřtěných katolíků, asi 1 % populace.

## Administrativní členění katolické církve v Pákistánu
Katolická církev v Pákistánu má 6 diecézí, které jsou seskupeny do 2 církevních provincií, a jeden apoštolský vikariát. 

### Církevní provincie a diecéze
- Arcidiecéze Láhaur
  - Diecéze Faisalábád
  - Diecéze Islámábád-Rávalpindí
  - Diecéze Multán
- Arcidiecéze Karáčí
  - Diecéze Hajdarábád v Pákistánu
- Apoštolský vikariát Kvéta